# 井深亮
井深 亮（いぶか まこと、1945年5月22日 - ）は、日本の実業家、ソニーPCL株式会社元専務取締役、社会福祉法人希望の家元理事長。

## 人物・経歴
1945年5月22日、井深大（ソニー創業者の一人）と妻・勢喜子（前田多門の次女）の長男として生まれる。
麻布高等学校（現・麻布中学校・高等学校）を経て、1968年、立教大学理学部物理学科卒業。その後米国に留学しブラウン大学を修了。
立教大学3年次に、中学1年の時から別居状態であった両親が離婚したが、父の井深大は幼少期に父親を亡くしており、仕事が多忙であったため子供との付き合いに戸惑っていたことと、母は世間知らずのお嬢様育ちでプライドが高かったことに加え、母は父の前田多門と夫の井深大を比較するところがあり、それも両親が別れる一因であったとされる。
日本IBMに入社しシステムエンジニアを務める。その後、IBMデバイス開発研究所でソフトウェアエンジニアとして小型プリンターのプログラム開発などに従事。当時1970年代の日本でも、セイコーエプソンやアルプス電気など小型プリンターを製造するメーカーが台頭し始め、デバイスのプログラム開発をIBMでやらなくても日本のメーカーでもやれるとの思いから、日本メーカーへの入社を考えるようになった。
当時のソニーには大型汎用機のソフトウェア開発の部署はあったが、小型コンピューター関連のソフトウェア開発やデバイス開発の部署はまだなかった。
父の井深大も、亮もお互いのシャイであったことから、父から直接、亮にソニーに入社してやってみたらどうだという声掛けは一切なかった。当初、エンジニアの木原信敏を通じて、ソニーの映像関連のデバイスを見せてもらうなど、2度ぐらいソニーで仕事することを薦められたが、その時は断っていた。しかし、その後、周りの人からソニーでフロッピーディスクを使ったコンピューターデバイスの開発を検討していることを聞き、ソニーへの入社を決めることとなった。
亮のソニー入社については、ソニーの取締役で親戚でもある太刀川正三郎が、IBMにもしっかりと話を通すこととし、盛田昭夫から当時日本IBM社長であった椎名武雄に話をして、亮のソニー入社が正式に決まった。
ソニー入社後、主にデバイス関連の開発に携わる。ソニーが規格策定した家庭向けビデオテープレコーダーのベータマックスでは、画像ファイルのアーカイブ化の用途として開発を進めたものの、上手くいかずシステム自体は無駄になったが、一部の技術はレーザーディスクのディスクファイルに活かされ、後のソニーのパーソナルコンピューターであるSMCコンピュータやVAIOの基礎の一つとなった。また、ソニーでは盛田昭夫からも大きな影響を受けた。
その後、ソニーグループで映画・映像コンテンツ制作を手掛けるソニーPCL株式会社の専務取締役を務めた。
ソニー創成期の内容についても詳しく、ソニー創業時のことや、井深大と盛田昭夫の関係性についても著書やインタビューなどで語っている。
姉の多恵子に知的障害があったことから、父の井深大は早くから、幼児教育の重要性を説き、1973年から栃木県鹿沼の「社会福祉法人・希望の家」の初代理事長を務めたが、1998年から、父の跡を継いで2代目理事長を務めた。また、2004年から10年間、横浜市青葉区に建てられていた｢井深記念塾・松風台ユーアイ｣を「井深大記念館」として栃木県鹿沼に移設・リニューアルし、井深大の人柄とソニー誕生のルーツを知ることができる施設として開設している。この移築施工には、同じ立教大学理学部物理学科出身の稲本正が創設したオークヴィレッジが携わっている。

## 主な著作
- 『父 井深大』ごま書房新社 1998年9月
- 『「ソニー」創造への旅: ものづくり、人づくり』井深大 著,井深亮 序 グラフ社 2003年10月